# Dunnockshaw and Clowbridge
Dunnockshaw and Clowbridge, ook Dunnockshaw, is een civil parish in het bestuurlijke gebied Burnley, in het Engelse graafschap Lancashire met 185 inwoners.